# シェーン・ブルゴス
シェーン・ブルゴス（Shane Burgos、1991年3月18日 - ）は、アメリカの男性総合格闘家。ニューヨーク州ブロンクス出身。チーム・タイガー・シュールマン所属。シェーン・バーゴスとも表記される。

## 来歴
初めてUFCを見たときに一目ぼれしタイガー・シュルマンのジムで総合格闘技を習い始めた。
2013年7月23日、プロデビュー戦で一本勝ちを収めた。

### UFC
2016年12月9日、UFC初参戦となったUFC Fight Night: Lewis vs. Abdurakhimovでチアゴ・トラトールと対戦し、3-0の判定勝ち。
2017年4月8日、UFC 210でチャールズ・ローザと対戦し、左フックでTKO勝ち。ファイト・オブ・ザ・ナイトを受賞した。
2018年1月20日、UFC 220でカルヴィン・ケイターと対戦し、パウンドでTKO負け。敗れはしたものの、ファイト・オブ・ザ・ナイトを受賞した。
2019年5月4日、UFC Fight Night: Iaquinta vs. Cowboyでフェザー級ランキング10位のカブ・スワンソンと対戦し、2-1の判定勝ち。
2020年6月20日、UFC on ESPN: Blaydes vs. Volkovでフェザー級ランキング8位のジョシュ・エメットと対戦し、0-3の判定負け。敗れはしたものの、ファイト・オブ・ザ・ナイトを受賞した。
2021年5月15日、UFC 262でフェザー級ランキング13位のエジソン・バルボーザと対戦し、3Rに右フックでダウンを奪われパウンドでTKO負け。敗れはしたものの、ファイト・オブ・ザ・ナイトを受賞した。

### PFL
2022年8月15日、UFCを離脱しPFLと契約した。

## 戦績
| 総合格闘技 戦績 | 総合格闘技 戦績 | 総合格闘技 戦績 | 総合格闘技 戦績 | 総合格闘技 戦績 | 総合格闘技 戦績 | 総合格闘技 戦績 |
| --------------- | --------------- | --------------- | --------------- | --------------- | --------------- | --------------- |
| 21 試合         | (T)KO           | 一本            | 判定            | その他          | 引き分け        | 無効試合        |
| 16 勝           | 5               | 5               | 6               | 0               | 0               | 0               |
| 5 敗            | 2               | 0               | 3               | 0               | 0               | 0               |

| 勝敗 | 対戦相手                     | 試合結果                           | 大会名                                        | 開催年月日    |
| ×    | クレイ・コラード             | 5分3R終了 判定0-3                  | PFL 9 【2023年PFLライト級トーナメント準決勝】 | 2023年8月23日 |
| ○    | 西川大和                     | 5分3R終了 判定3-0                  | PFL 6                                         | 2023年6月23日 |
| ×    | オリビエ・オービン＝メルシエ | 5分3R終了 判定0-3                  | PFL 3                                         | 2023年4月14日 |
| ○    | シャルル・ジョーデイン       | 5分3R終了 判定2-0                  | UFC on ABC 3: Ortega vs. Rodríguez            | 2022年7月16日 |
| ○    | ビリー・クアランティーロ     | 5分3R終了 判定3-0                  | UFC 268: Usman vs. Covington 2                | 2021年11月6日 |
| ×    | エジソン・バルボーザ         | 3R 1:16 TKO（右フック→パウンド）   | UFC 262: Oliveira vs. Chandler                | 2021年5月15日 |
| ×    | ジョシュ・エメット           | 5分3R終了 判定0-3                  | UFC on ESPN 11: Blaydes vs. Volkov            | 2020年6月20日 |
| ○    | マクワン・アミルカーニ       | 3R 4:32 TKO（右ストレート）        | UFC 244: Masvidal vs. Diaz                    | 2019年11月2日 |
| ○    | カブ・スワンソン             | 5分3R終了 判定2-1                  | UFC Fight Night: Iaquinta vs. Cowboy          | 2019年5月4日  |
| ○    | カート・ホロボー             | 1R 2:11 腕ひしぎ十字固め           | UFC 230: Cormier vs. Lewis                    | 2018年11月3日 |
| ×    | カルヴィン・ケイター         | 3R 0:32 TKO（右アッパー→パウンド） | UFC 220: Miocic vs. Ngannou                   | 2018年1月20日 |
| ○    | ゴドフレド・ペペイ           | 5分3R終了 判定3-0                  | UFC on FOX 25: Weidman vs. Gastelum           | 2017年7月22日 |
| ○    | チャールズ・ローザ           | 3R 1:59 TKO（左フック）            | UFC 210: Cormier vs. Johnson 2                | 2017年4月8日  |
| ○    | チアゴ・トラトール           | 5分3R終了 判定3-0                  | UFC Fight Night: Lewis vs. Abdurakhimov       | 2016年12月9日 |

## 表彰
- UFC ファイト・オブ・ザ・ナイト（4回）[1]